# Marian Jordan

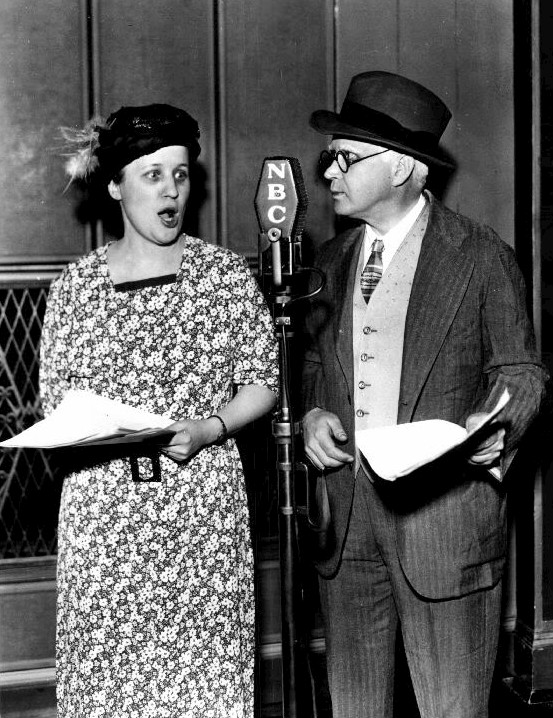
Marian y Jim Jordan como Fibber McGee y Molly en 1965

Marian Driscoll Jordan (15 de abril de 1898 – 7 de abril de 1961) fue una actriz y artista radiofónica de nacionalidad estadounidense. Fue conocida por interpretar a Molly McGee, la mujer de Fibber McGee, en la serie radiofónica de la NBC Fibber McGee and Molly desde 1935 a 1959. En la serie fue protagonista junto a su marido en la vida real, Jim Jordan.

## Primeros años
Su nombre de nacimiento era Marian Irene Driscoll, y nació en  Peoria, Illinois. Era la decimosegunda de los trece hijos de Daniel P. Driscoll, (10 de enero de 1858 – 25 de marzo de 1916) y Anna Driscoll Carroll (28 de febrero de 1858 – 28 de abril de 1928). Su bisabuelo paterno, Michael Driscoll, Sr. (1793–1849), había inmigrado con su esposa e hijos desde su casa en Baltimore, Irlanda, en 1836 a la zona de Boston, y después al Condado de Bureau, Illinois, en 1848.
En su adolescencia y juventud, Driscoll estudió música y cantó en el coro de su iglesia. Mientras cantaba allí, conoció a un miembro del coro, su futuro marido, Jim Jordan, con el que se casó el 31 de agosto de 1918. La pareja tuvo un hijo y una hija.
Ambos tenían escasos ingresos, motivo por el cual Marian enseñaba piano y Jim hubo de trabajar como cartero. Además, Jim se alistó en el ejército y fue enviado a Francia en 1918 durante la Primera Guerra Mundial, contrayendo la gripe. Finalizada la guerra, Jim permaneció en Europa haciendo actuaciones de vodevil para entretener a soldados heridos.

## Radio

### Inicios
El primer contacto de Jordan con la radio tuvo lugar en 1924 tras una apuesta que Jim había hecho con su hermano. La actuación de la pareja fue un éxito, por lo que empezaron a trabajar en la emisora WIBO, en Chicago, donde ganaban 10 dólares semanales.
En 1927 debutó el segundo show radiofónico de Jordan y Jim. La serie se titulaba The Smith Family, y se emitió en la WENR de Chicago. El programa dio un gran impulso a la carrera del matrimonio, permaneciendo en antena hasta 1930.

### Colaboración con Don Quinn ySmackout
En 1931, mientras se encontraban en Chicago, los Jordan conocieron al dibujante Don Quinn. Los tres crearon la sitcom radiofónica Smackout, (también conocida como The Smack-outs). En la serie Jordan era una verdulera charlatana, y su marido el encargado de la tienda de comestibles.
El show, del cual Quinn era también guionista, fue el primer gran éxito de los Jordan, al emitirse a todo el país a partir de 1933. Fue también una de las primeras producciones del género comedia de situación.
El show finalizó en 1935 al ser adquirido por Johnson Wax, y realizado por S.C. Johnson & Son. Johnson reconvirtió el show, que pasó a llamarse Fibber McGee and Molly.

### Los años deFibber McGee
El 16 de abril de 1935, creado por los Jordan y por Quinn, Fibber McGee and Molly se estrenó en la emisora afiliada de NBC Blue Network en Chicago WMAQ (AM). La serie se convirtió en un gran éxito, y supuso el nacimiento del formato sitcom. Jordan hacía el papel de Molly McGee, la paciente e inteligente esposa de Fibber McGee, personaje que interpretaba su marido.
Pero en 1938 el show y Jordan tuvieron cambios importantes. Marian sufrió problemas de bebida, por lo que ingresó en un centro de rehabilitación en Chicago. A causa de ello, Molly fue apartada del guion, y el programa pasó a llamarse Fibber McGee and Company. La mayor parte de la gente que conocía los problemas de Marian no creía que ella pudiera volver, especialmente después de que el show se trasladara de Chicago a Los Ángeles a principios de 1939.
Pero Marian sorprendió a todos volviendo al show en marzo de 1939, en mejor forma que nunca, según algunas personas, y sin volver a tocar el alcohol.
El programa tuvo altos índices de audiencia desde la tercera temporada en 1938 hasta el final de su trayectoria. Dio lugar a un spin-off cuando, en 1941, el antagonista personaje de Fibber McGee Throckmorton P. Gildersleeve, interpretado por Harold Peary, obtuvo un programa radiofónico propio, The Great Gildersleeve. La serie radiotelevisiva Beulah fue otro spin-off de Fibber McGee, y se estrenó en 1945. Beulah era la criada de los McGee en la serie.
La salud de Jordan empezó a deteriorarse en los años 1950, en lo que fue el comienzo del fin para el show. El programa terminó oficialmente en 1956, pero Jordan y Jim siguieron interpretando sus papeles de Fibber y Molly McGee en el programa radiofónico de la NBC Monitor hasta el 2 de octubre de 1959.

### Otros trabajos
En los años 1920 Jordan hizo un show radiofónico en Chicago titulado Luke and Mirandy. Ella interpretaba a Mirandy, y Jim Jordan a Luke.
Además, Jordan actuó en seis películas basadas en la serie Fibber McGee, en las cuales también encarnaba a Molly.

## Vida personal
Jordan se casó con Jim Jordan el 31 de agosto de 1918 en Peoria (Illinois). Permanecieron juntos casi 43 años, hasta la muerte de él el 7 de abril de 1961. Tuvieron una hija, Kathryn Therese Jordan (1920–2007) y un hijo, James Carroll "Jim" Jordan (1923–23 de diciembre de 1998).
El primer problema grave de salud de Jordan ocurrió en 1938 mientras interpretaba Fibber McGee. En 1953 su salud empeoró progresivamente. Súbitamente se vio afectada por una gran fatiga. Aunque se le recomendó descansar, ella decidió continuar con su programa, que hubo de grabarse en su domicilio en Encino, California. El avance de la enfermedad obligó a dar por finalizado el show diario, aunque ella continuó con el papel en el programa Monitor hasta 1959.
En 1958 se encontraba cada vez más enferma, y finalmente se le diagnosticó un cáncer inoperable. Marian Jordan falleció en Encino el 7 de abril de 1961. Fue enterrada en el Cementerio de Holy Cross en Culver City, California.
El programa Fibber McGee and Molly fue incluido en el Saló Nacional de la Fama de la Radio en 1989, y ese mismo año entraron también Marian y Jim Jordan.
A Jordan también se le concedió una estrella en el Paseo de la Fama de Hollywood, en el 1500 de Vine Street, por su trabajo radiofónico.